# Mercat del Pla

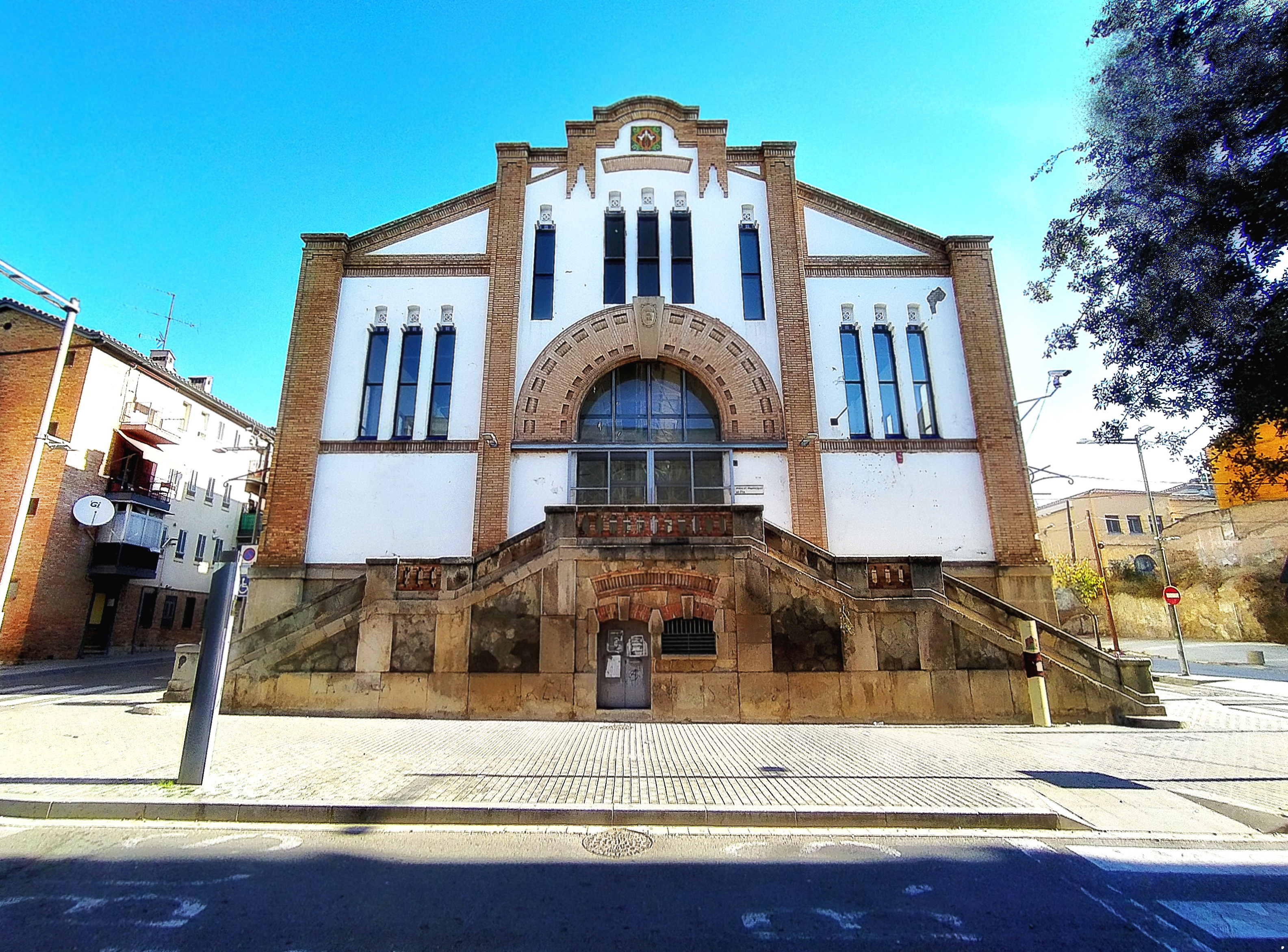
Part posterior del Mercat del Pla.

El Mercat del Pla és una obra noucentista del centre històric de Lleida protegida com a Bé Cultural d'Interès Local.

## Descripció
Edifici de servei, aïllat, d'una nau rectangular amb una sola llum i semisoterrani. Accés pels testers salvant problemes de nivell. Façana amb sòcol de pedra suportant pilars d'obra vista embeguts a la parets arrebossada. Finestrals allargats. Interior completament lliure. Compta amb un soterrani.

## Història
Està situat on hi hagué les casernes militars que ocupaven l'emplaçament de l'antiga universitat. L'edifici va cessar com a mercat municipal el 2003. El 2006 es va projectar adequar-lo com a supermercat i galeria d'art, però l'empresa adjudicatària hi va renunciar. El 2014 va obrir com a outlet de moda i amb botigues efímeres en solars propers, però va tancar el 2017.